# Rede elétrica
Rede elétrica é uma rede interligada para entrega da eletricidade dos fornecedores aos consumidores.
Na indústria elétrica rede elétrica é um termo usado para definir uma rede de eletricidade que realiza as seguintes três operações: geração de eletricidade, transmissão e distribuição de energia elétrica.